# Grotta dei Santi (Atrani)
La grotta dei Santi è una grotta ubicata ad Atrani; al suo interno è conservato un ciclo di affreschi.

## Storia
Sono scarse le notizie storiche sulla grotta e sul suo utilizzo; alcuni storici hanno supposto che sia stata usata come luogo di eremitaggio dal vicino monastero dei Santi Cirico e Giuditta, edificato nel X secolo per volere del vescovo di Amalfi, Leone, e successivamente scomparso: in un documento risalente al 6 luglio 986 si faceva riferimento alla nascita di una comunità monastica in una grotta. È inoltre probabile che in questo stesso periodo la grotta venne affrescata o nel corso del XII secolo.
Il sito fu successivamente utilizzato per il ricovero di animali o comunque per attività agricole come dimostrano i segni di fuliggine nella volta.

## Descrizione
La grotta, che prende il nome dagli affreschi al suo interno, è posta nei pressi dell'antica strada pedonale che congiungeva Amalfi ad Atrani, sotto la torre dello Ziro: ha una pianta semiovale, con il piano di calpestio che tende a degradare verso sinistra.
Gli affreschi che la decorano riguardano due Teoria di Santi, entrambi racchiusi in riquadri rossi e di cui è impossibile effettuare un'identificazione, anche perché in alcuni punti risultano inevitabilmente compromessi sia per la caduta di colore sia per la presenza di umidità, soprattutto nelle parti più profonde. Non si è certi della data di realizzazione, in quanto alcuni storici suppongono siano stati realizzati verosimilmente nel X secolo, altri nel XII: tuttavia presentano somiglianze stilistiche con quelli della grotta di San Biagio a Castellammare di Stabia, della grotta di San Michele a Olevano sul Tusciano e dell'abbazia di Santa Maria de Olearia a Maiori. Sul lato sinistro sono presenti cinque santi, di cui tre meglio conservati, mentre al centro ne sono quattro più un santo guerriero, forse san Michele: tutti i santi presentano una mano sul petto e mentre l'altra è coperta da un velo. La parte più rovinata è quella del lato destro dove si riconosce una figura barbuta in ginocchio, una di cui rimane superstite solo la veste e i calzari e un riquadro simile a quello del lato sinistro dove si riconoscono diverse figure di cui uno in ginocchio con barba, uno in abito bianco e uno con un rotolo; al centro della volta resti di tracce di un clipeo. 